# Banda Simfònica de les Corts
La Banda Simfònica de les Corts té l'origen en l'antiga Banda de la Bonanova, fundada durant la primera meitat del segle xx. Aquella agrupació musical ja actuava assíduament en les festes dels barris i participava en actes institucionals organitzats per l'ajuntament de Barcelona. La història de l'agrupació és llarga i, abans de traslladar-se al barri de les Corts, a final dels anys noranta, va residir un temps a l'Hospitalet de Llobregat. A partir de l'any 1982, els responsables del grup conviden el director de la Banda Municipal de Barcelona a dirigir alguns concerts.
La Banda Simfònica de les Corts ha viatjat per tot Catalunya i també per ciutats occitanes. Té un disc publicat, que fou enregistrat amb el grup Huapachà Combo. El repertori d'obres que interpreta inclou peces clàssiques, sardanes, pasdobles, música moderna i bandes sonores de pel·lícules. La banda fa els assaigs al Centre Cívic de les Corts.